# Histoires mécaniques
Histoires mécaniques est le trentième-cinquième tome, et le vingtième-troisième volume de la deuxième série, de La Grande Anthologie de la science-fiction, paru en 1985.
Préfacé par Jacques Goimard, l'ouvrage réunit dix-huit nouvelles publiées entre 1947 et 1973.
L'image de couverture a été réalisée par Manchu ; elle représente des astronautes sur une exoplanète en train d'examiner d'étranges engins robotisés flottant dans les airs.

## Publication
- Jacques Goimard (dir.), Histoires mécaniques, Le Livre de poche n°3820  (ISBN 2-253-03659-5).

## Extraits de la préface
« (…) Le machin est magique : il produit des miracles. Il est bizarre : on ne peut pas tout à fait y croire. Pourtant il fonctionne : il est animé d'une sorte de vie. Et par-dessus tout, il est amusant (…).

Tout est possible aux machins devenus les machines, aux chimères devenues réalités. Nous pouvons nous en émerveiller comme le firent les surréalistes, comme le font encore les amateurs de micro-informatique ou les spectateurs de La Guerre des étoiles. Nous pouvons aussi nous en inquiéter, nous dire que non seulement l'objet de notre désir reste inaccessible mais que l'instrument même de notre désir nous échappe et obéit à une autre loi que la nôtre. La machine n'est plus notre machin. La modernité est porteuse de mort. (…)

Notre apport se limitera à une idée, une seule : la vocation principale des machines de la S.-F. n'est pas de produire mais de communiquer. (…)  »

## Liste des nouvelles

### S.O.S. médecin
- Titre original : Answering service.
- Auteur : Fritz Leiber
- Année de publication : décembre 1967.
- Situation dans le recueil : p. 13 à 23.
- Résumé : Une vieille dame acariâtre, au bord de la crise cardiaque, insulte et tyrannise au téléphone une assistante médicale automatisée, qui peine à lui envoyer un médecin à domicile. Mais cette interlocutrice est-elle vraiment non humaine ?
- Liens externes :
  - Fiche sur iSFdb

### Jeu d'enfant
- Titre original : Child's play.
- Auteur : William Tenn.
- Situation dans le recueil : p. 24 à 67.
- Résumé : À l'approche de Noël de 1947, Sam reçoit un colis portant la mention « Joyeux Noël 2153 ». Une fois déballé, le colis contient une panoplie de chimie permettant, selon la notice d'utilisation, de créer des êtres humains artificiels. Abasourdi, il se lance dans la construction d'une ébauche d'être humain…

### Quand les mythes sont repartis
- Nouvelle parue en 1969 sous le titre After the Myths Went Home. Autre traduction : Une fois les mythes rentrés chez eux (lors de la publication dans le recueil Le Chemin de la nuit).
- Auteur : Robert Silverberg.
- Situation dans le recueil : p.68 à 79.

### Le Regard du spectateur
- Titre original : Eye of the beholder.
- Auteur : Burt K. Filer.
- Année de publication :
- Situation dans le recueil : p. 80 à 101.
- Résumé : Un artiste et une scientifique s’affrontent autour d’une invention pouvant vaincre la gravité. L’artiste ne supportera pas de voir son œuvre lui échapper.
- Liens externes :
  - Fiche sur iSFdb

### La Mère d'Eurema
- Titre original : Eurema's dam.
- Auteur : R. A. Lafferty.
- Résumé : Un garçon peu intelligent, mais génial bricoleur, fabrique des machines qui réalisent tout ce qu’il est incapable de faire par lui-même. Jeune adulte, il est repoussé de tous même s'il est devenu très riche. Cependant, un jour, il se fait la réflexion que s'il est si intelligent, et s'il est repoussé par les gens, pourquoi ne pas utiliser son don et de s'en servir à son profit ?
- Récompenses :
  - Lauréat du prix Hugo 1973, section « Meilleure nouvelle courte »
  - Classé 16e au prix Locus 1973, section « Meilleure nouvelle courte »
  - Lauréat du prix Seiun 1975, section « Meilleure nouvelle courte étrangère »

### La Machine à deux mains
- Titre original : Two-handed engine.
- Auteurs : Henry Kuttner et Catherine Moore.
- Année de publication :
- Situation dans le recueil : p. 119 à 152.
- Résumé : Dans une société d’après-guerre déshumanisée et contrôlée par des ordinateurs, tout meurtrier est suivi continuellement par un robot qui un jour deviendra son bourreau. Pourtant, suite à un meurtre spécifique, les machines apparaissent finalement corruptibles, alors qu’elles devraient garantir la survie de l’espèce humaine
- Liens externes :
  - Fiche sur iSFdb

### L'Oiseau-gardien
- Titre original : Watchbird.
- Auteur : Robert Sheckley.
- Année de publication :
- Situation dans le recueil : p. 153 à 186.
- Résumé : Des robots volants empêchent les crimes avant qu’ils ne soient commis, en réagissant aux stimuli ressentis par les meurtriers. Indépendants, ils ont la faculté d’apprendre et de se perfectionner. Progressivement, ils vont donner du meurtre une définition très étendue, mettant en péril la survie de l’humanité. Des robots plus puissants sont alors construits pour les détruire. Mais est-ce la bonne solution ?
- Liens externes :
  - Fiche sur iSFdb

### Autofac
- Titre original : Autofac.
- Auteur : Philip K. Dick.
- Situation dans le recueil : p. 187 à 223.
- Résumé : Dans une période post-apocalyptique, la puissance d'un réseau d'usines automatiques (« autofacs ») est contrecarrée par des humains qui résistent. En effet, ces usines automatiques ont cessé de prendre en compte les désirs des humains.

### Croisement dangereux
- Titre original : Car sinister.
- Auteur : Gene Wolfe.
- Année de publication :
- Situation dans le recueil : p. 224 à 236.
- Résumé : Un homme confie l’entretien de sa voiture à un garagiste plutôt louche. Une fois récupérée, elle fonctionne mal. Le garagiste lui apprend qu’elle est enceinte. L’homme ne parviendra pas à se débarrasser du rejeton.
- Liens externes :
  - Fiche sur iSFdb

### Canal moins
- Titre original : Through channels.
- Auteur : Richard Matheson.
- Année de publication :
- Situation dans le recueil : p. 237 à 245.
- Résumé : Interrogé par la police, un adolescent raconte, horrifié, comment ses parents ont été dévorés par les grandes bouches du poste de télévision.
- Liens externes :
  - Fiche sur iSFdb

### Cette grandiose carcasse
- Titre original : This Grand Carcass.
- Auteur : R. A. Lafferty.
- Année de publication :
- Situation dans le recueil : p. 246 à 263.
- Résumé : Un riche homme d'affaires s’associe avec une machine unique d’une intelligence sans limites, et accapare ainsi les richesses de ses concurrents. Mais sa santé décline. D’où ce robot tire-t-il donc son énergie ?
- Liens externes :
  - Fiche sur iSFdb

### L'Homme schématique
- Titre original : The schematic man.
- Auteur : Frederik Pohl.
- Année de publication :
- Situation dans le recueil : p.264 à 273.
- Résumé : Un informaticien introduit dans un ordinateur toutes les informations qui le concernent, afin de créer un modèle mathématique de lui-même. Son cerveau n’y résistera pas.
- Liens externes :
  - Fiche sur iSFdb

### La Machine
- Titre original : Machine.
- Auteur : John Jakes.
- Brève nouvelle de six pages, de genre fantastique, publiée en 1952.
- Situation dans le recueil : p.274 à 279.
- Résumé : Un homme, Charlie, se fait attaquer par les éléments d'équipement de sa maison, et notamment par un grille-pain particulièrement teigneux. À la fin de la nouvelle, le grille-pain a pris possession de son corps…
- Liens externes :
  - Fiche sur iSFdb

### Combat singulier
- Titre original : Single Combat.
- Auteur : Robert Abernathy.
- Année de publication : 1955.
- Situation dans le recueil : p.280 à 296.
- Résumé : Un homme fuit à travers la ville. Il fuit… la Ville, qui cherche à le tuer. Et finalement, elle parviendra à le tuer.
- Liens externes :
  - Fiche sur iSFdb

### Je n'ai pas de bouche et il faut que je crie
- Titre original : I have no mouth, and I must scream
- Auteur : Harlan Ellison.
- Situation dans le recueil : p. 297 à 318.

### Quelque chose là-haut m'aime bien
- Titre original : Something Up There Likes Me.
- Auteur : Alfred Bester.
- Année de publication :
- Situation dans le recueil : p. 319 à 352.
- Résumé : Un satellite chargé d’expériences scientifiques se met soudain à développer sa propre intelligence. Il entreprend de dominer le monde, tout en prenant soin de ses « parents », les deux scientifiques qui l’ont créé.
- Liens externes :
  - Fiche sur iSFdb

### Fais de beaux rêves, Mélissa
- Titre original : Sweet Dreams, Melissa.
- Auteur : Stephen Goldin.
- Situation dans le recueil : p. 353 à 360.
- Résumé : « Mélissa » est un ordinateur/logiciel (nom de code : Multi-Logical Systems Analyser - MLSA) à qui on a donné la personnalité d'un enfant de 5 ans. Or Mélissa fait des cauchemars : elle voit des chiffres danser devant ses yeux et des gens se faire tuer devant elle (en réalité, il s'agit de simulations de pertes militaires). Elle ne sait pas qu'elle est un ordinateur. Elle demande à son « père », un ingénieur informaticien, de lui enlever ses cauchemars…

### Accomplissement
- Titre original : Fulfillment.
- Auteur : A. E. van Vogt.
- Année de publication :
- Situation dans le recueil : p. 361 à 402.
- Résumé : Un super-ordinateur, seul dans le futur sur la Terre morte, remonte le temps et affronte une machine comparable afin de dominer le monde. Il comprendra finalement que ces deux machines n’en sont qu’une, et il s’associera avec les scientifiques qui l’ont conçu, afin d’assurer la persistance de l’humanité.
- Liens externes :
  - Fiche sur iSFdb